# Jerzy Obłamski
Jerzy Obłamski (ur. 3 lipca 1937 w Forbach we Francji) – polski reżyser i scenarzysta filmów dokumentalnych i fabularnych; a także aktor.
Absolwent (w roku 1974) wydziału reżyserii PWSFTviT w Łodzi. Wyreżyserował kilka filmów telewizyjnych; m.in. Ostatnie takie trio (1976) ze Zbigniewem Zapasiewiczem i Ryszardem Ronczewskim w rolach głównych. Występował także jako aktor; m.in. rola Malinowskiego (dubbingowana przez Bolesława Płotnickiego) w Ziemi obiecanej (1974).

## Filmografia
Reżyser:
- Obrazki z życia (1975; reż. noweli 5. pt. Bluzeczka)
- Ostatnie takie trio (1976; film TV)
- Na krawędzi nocy (1983; film TV)
- Kryptonim „Turyści” (1986; serial TV)
- Beatrice (1986; dokument fabularyzowany)
- ...Poznałem go w Los Angeles... (1989; dokument fabularyzowany)

Aktor:
- Krajobraz po bitwie (1970) jako więzień
- Brzezina (1970) jako Żyd
- Dekameron 40 czyli cudowne przytrafienie pewnego nieboszczyka (1971) jako lichwiarz Stefano
- Gniazdo (1974)
- Ziemia obiecana (1974) jako Malinowski, ojciec Zośki i Adama
- Ziemia obiecana (1975; serial TV) jako Malinowski, ojciec Zośki i Adama (w odc. 2.)
- Czterdziestolatek (1975; serial TV) jako nauczyciel Jagody Karwowskiej (w odc. 12.)
- Olśnienie (1976)
- Wśród nocnej ciszy (1978) jako niemowa Jaremko
- Beatrice (1986)
- ...Poznałem go w Los Angeles... (1989)